# Museo di storia naturale dell'Università di Pavia
Kosmos, già Museo di storia naturale dell'Università di Pavia, fondato nel 1771 da Lazzaro Spallanzani, tra i più antichi d'Italia, conserva un patrimonio naturalistico di elevato valore scientifico e storico, comprendente quasi 400.000 reperti suddivisi tra le raccolte di zoologia, anatomia comparata e paleontologia.
Attorno ad un primo nucleo, costituito in prevalenza da minerali, donato dall'imperatrice Maria Teresa d'Austria vennero raccolte in breve tempo altre collezioni, frutto di acquisti e donazioni. Un notevole sviluppo dell'istituzione con l'incremento delle collezioni si deve in particolare agli zoologi Giuseppe Balsamo Crivelli e Pietro Pavesi, a Leopoldo Maggi, studioso di anatomia comparata, al geologo Torquato Taramelli ed al botanico Giovanni Antonio Scopoli.
Intorno al 1960 le collezioni vennero trasferite al Castello Visconteo, con l'intenzione di allestirvi un museo aperto al pubblico, che non venne mai realizzato. Dal 1995 iniziarono il restauro dei reperti e la loro esposizione in mostre temporanee, in attesa della collocazione in una sede definitiva, inaugurata con il nome di Kosmos il 21 settembre 2019 presso lo storico Palazzo Botta Adorno di Pavia.

## Storia

### Dalla fondazione fino all'Ottocento

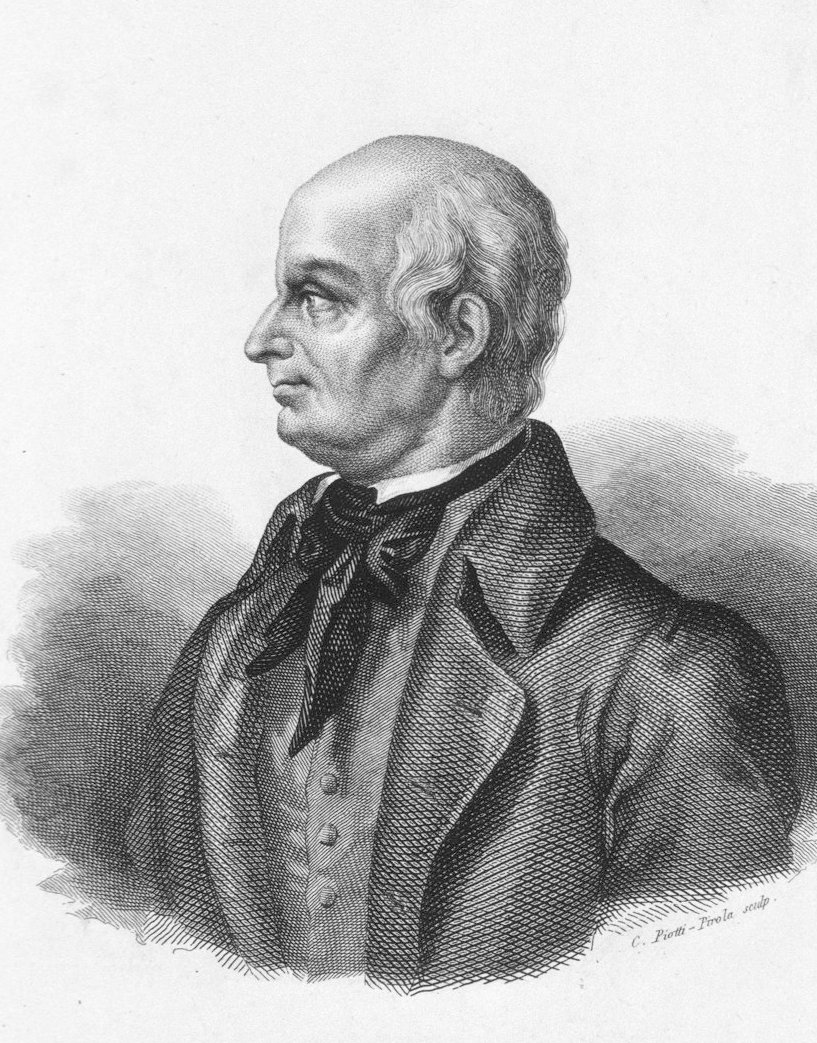
Lazzaro Spallanzani, fondatore del Museo

Nel 1771 i provvedimenti presi da Maria Teresa d'Austria nel Piano di direzione, disciplina ed economia comportarono una serie di rinnovamenti che cambiarono il volto dell’ateneo pavese. È in quel contesto che nacque il Museo di storia naturale dell’Università di Pavia al fine “di abilitare il Professore a dimostrare colla loro spiegazione le varie vie, che tiene la Natura nel suo operare” (ASMi, atti di Governo, 8 ottobre 1770). La prima direzione fu affidata a Lazzaro Spallanzani (1729-1799), chiamato due anni prima a Pavia dagli Asburgo ad insegnare sulla cattedra di Storia naturale.

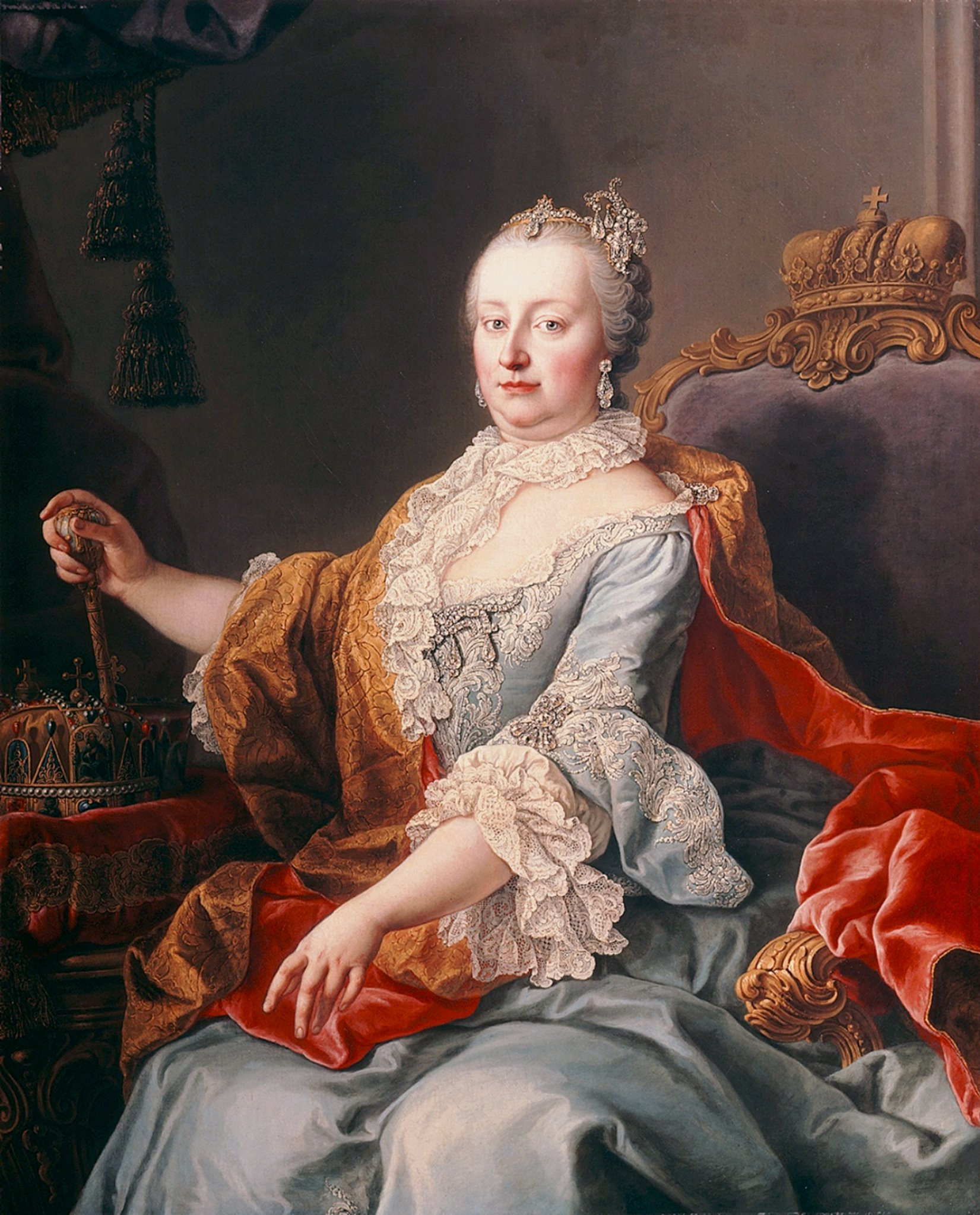
Maria Teresa d'Austria, promotrice nel '700 della rinascita dell'ateneo pavese

 Maria Teresa d’Austria si adoperò a far giungere direttamente da Vienna un primo nucleo di materiale mineralogico che inizialmente fu conservato in città nelle case Malaspina, ora inglobate dall’espansione del Collegio Ghislieri. Nel 1775 fu trasferito nel Palazzo dell'Università e lì vi rimase per 160 anni prima di giungere a Palazzo Botta. Oltre ai reperti che i professori erano soliti raccogliere a scopo didattico, di anno in anno il museo si arricchì grazie ai lasciti di studiosi, appassionati e notabili del Governo Asburgico, fino a raggiungere un insieme di collezioni che già nel 1780 constava di oltre 24.000 esemplari. Diversi collaboratori, nominati per scopi e in momenti sempre ben circostanziati, affiancarono Spallanzani nella cura e nell’ordinamento delle collezioni e nella stesura dei cataloghi. Tra essi vi furono il custode Serafino Volta, Giovanni Antonio Scopoli per la sezione zoologica e Padre Ermenegildo Pini per la mineralogia. Nel tempo il museo conquistò fama e notorietà. A testimoniarlo, un poemetto arcadico scritto nel 1793 da Lorenzo Mascheroni (Invito a Lesbia Cidonia) del 1793, in cui con estremo lirismo furono proclamate la bellezza e la ricchezza del museo di storia naturale, a guisa di catalogo in versi. Nel 1815, alle sezioni già esistenti di Zoologia e di Mineralogia, fu aggiunta quella di Anatomia comparata avviata con i reperti provenienti dal Gabinetto di Anatomia fondato dall’anatomista e chirurgo Antonio Scarpa.

### Dall'Ottocento sino a Pietro Pavesi

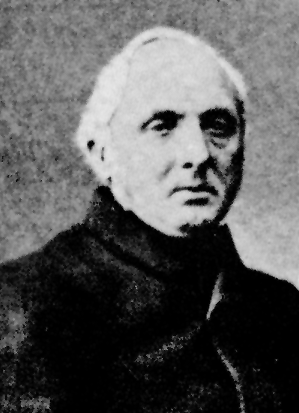
Giuseppe Balsamo Crivelli, dal 1852 al 1874 fu direttore del Museo di storia naturale di Pavia

Con la morte di Spallanzani la direzione del museo fu ereditata fino al 1819 dal suo allievo Giuseppe Mangili, che si distinse per le sue capacità di sperimentazione. La sua ricerca si incentrò su alcune specie di conchiglie bivalvi, sul veleno delle vipere, e sulle cause di letargo di marmotte, ghiri, ricci e pipistrelli. Nonostante fosse di salute cagionevole, il Mangili arricchì il museo con numerose collezioni, tra le tante si annoverano quelle dei minerali giunti della Siberia, 480 cristalli acquistati a Parigi, la collezione di opali giunta da Vienna e circa 800 esemplari animali giunti dalla Nuova Olanda (Australia).
A Mangili succedette Giovanni Maria Zendrini, direttore del museo dal 1819 al 1852. La sua attività di ricerca si concentrò particolarmente sulla mineralogia, incrementò particolarmente le collezioni con l’acquisto di importanti prodotti geologici e numerose pelli ed esemplari catturate in quegli anni e ancora perfettamente conservati.
Con Giuseppe Balsamo Crivelli il museo conobbe una nuova stagione di splendore. Laureato in medicina a Pavia e successivamente in zoojatria, fu insegnante al Collegio di Sant'Alessandro e in seguito conservatore del Museo civico. Indirizzò le sue ricerche alle scienze naturali, lasciando notevoli studi sulla flora e la fauna lombardi e del mediterraneo. Donò moltissimi esemplari di briozoi, miriapodi e fossili. Da segnalare inoltre cospicui acquisti di uccelli, rettili, insetti e mammiferi, tra cui una magnifica giraffa e un Formichiere gigante. Sotto la sua direzione si venne inoltre a creare un laboratorio per la preparazione degli esemplari e vennero acquisiti numerosi apparecchi per la microscopia.

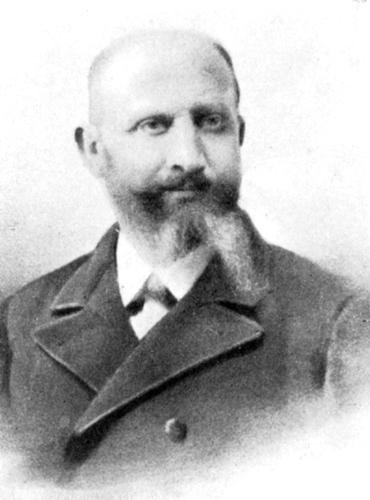
Pietro Pavesi, direttore del Museo dal 1875 al 1907

Nel 1874 è la volta di Leopoldo Maggi che fu direttore solo per un anno e che dedicò la sua ricerca scientifica alla comprensione, all'origine e all’ evoluzione degli organi interni; importanti furono anche gli studi di craniologia. Si occupò inoltre di microfauna delle acque interne e dei microrganismi responsabili dell’inquinamento delle acque potabili. Nel 1875, con l’istituzione in università della cattedra di Anatomia comparata, venne istituito anche il relativo museo la cui direzione viene affidata sempre a Maggi, che ne incrementò la sezione osteologica.
Pietro Pavesi divenne il nuovo direttore del museo di storia naturale nel 1875. Durante i suoi anni di attività nell'ateneo pavese indagò le problematiche degli Arachnida italiani, dell’Africa e dell’Asia, ma fu principalmente un pioniere degli studi della fauna ittica, fluviale e lacustre. Si occupò anche di caccia e di pesca sia dal punto di vista biologico che legislativo. Durante la sua direzione vennero aggiunti alle collezioni molti mammiferi, tra cui primati e un elefante africano, ma anche molti uccelli 20.000 conchiglie terrestri e d’acqua dolce.
Nel 1887 con Torquato Taramelli la sezione di geo-mineralogia divenne museo autonomo e rimase nella sezione principale dell’Università abbinata allo stesso istituto. Anche i musei di Anatomia Comparata e Zoologia seguirono il trasferimento degli Istituti scientifici, rispettivamente nel 1903 e nel 1935. Da qui in poi le strutture museali, annesse ai rispettivi istituti, proseguirono in autonomia la conservazione delle collezioni e il loro incremento, circoscritto alle non più frequenti donazioni, sommato allo sviluppo tecnologico di altre branche scientifiche, ne comporteranno un lento declino di interesse verso l’istituzione museale.

### Il Novecento e il Museo oggi
Con la morte di Pavesi, diminuì drasticamente l’incremento di nuovo materiale e il Museo di Zoologia per anni visse una fase di stallo. I suoi successori furono Andrea Giardina (1875-1948), titolare di Anatomia comparata ebbe per incarico la direzione e la cattedra di Zoologia, Giuseppe Mazzarelli (1870-1946), Rina Monti (1871-1937), Edoardo Zavattari (1883-1972), Cesare Artom (1879-1934), Carlo Jucci (1897-1962), Riccardo Milani (1918-2000) e Giuseppe Gerzeli (1931).

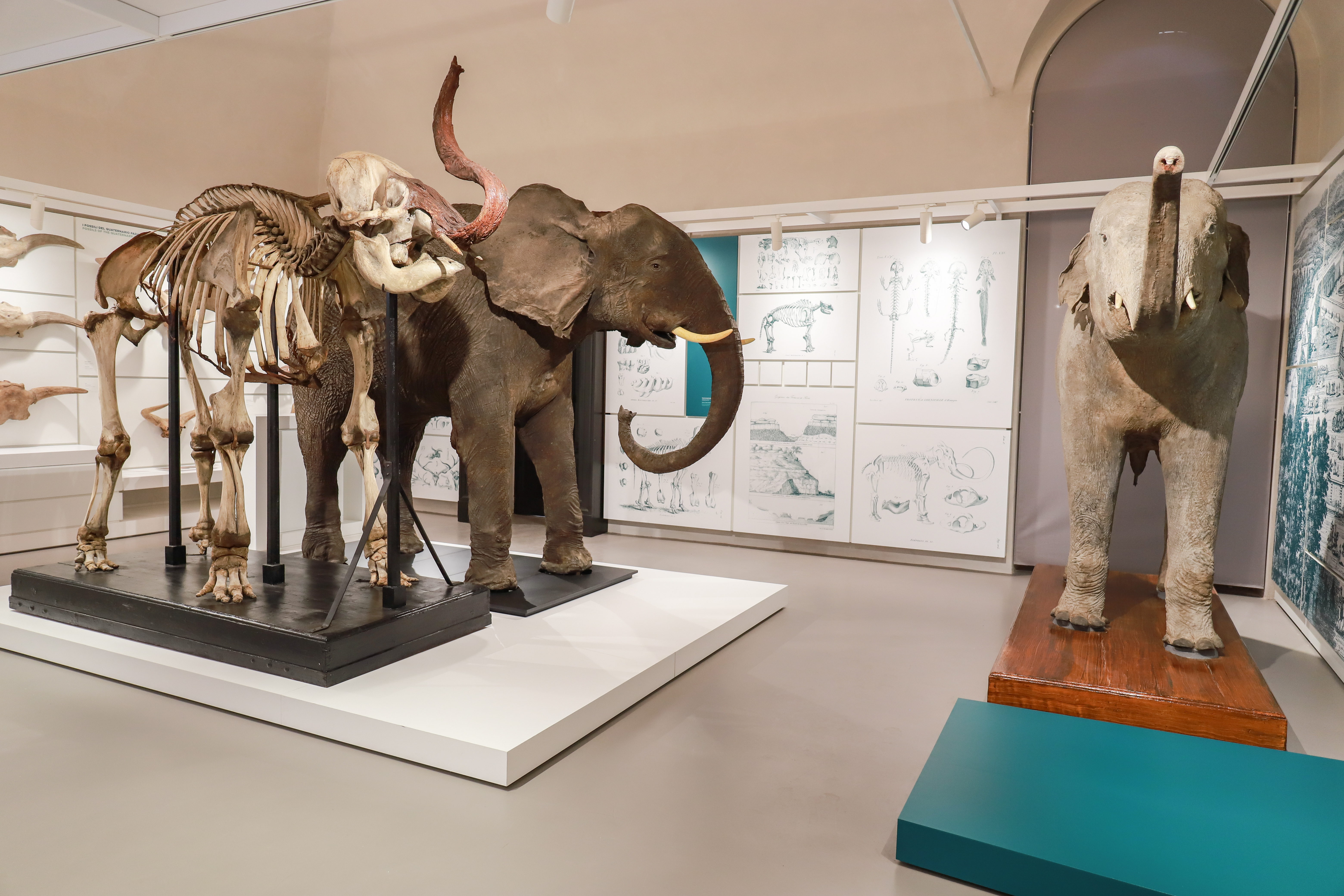
Una delle sale del museo Kosmos con lo scheletro di un elefante africano e un esemplare della stessa specie in tassidermia e sulla destra l'elefante asiatico donato da Napoleone

Negli anni le collezioni museali verranno trasportate in spazi e ambienti nuovi con l’idea di essere fruiti anche dal pubblico; vengono dunque messe in opera una serie di convenzioni tra il comune e l’Università per poter ricavare spazi espositivi per le antiche collezioni e riuscire ad avere così a Palazzo Botta dei nuovi laboratori di ricerca. Nel 1989 viene istituito un centro di ricerca interdipartimentale per la tutela dell’antico Museo, il CISMU, sostituito nel 2005 dal Sistema Museale di Ateneo (SMA) che coordina al oltre a Kosmos anche altri otto musei e alcune collezioni storiche. Forte impulso alle attività del museo è stato dato dagli ultimi direttori: in particolare si deve a Giorgio Mellerio il restauro di molti notevoli esemplari che giacevano da sessant'anni nel sottotetto del Castello Visconteo di Pavia inaccessibili al pubblico. Fra questi si distingue un esemplare di elefantessa donata da Napoleone Bonaparte al museo nel 1812. 

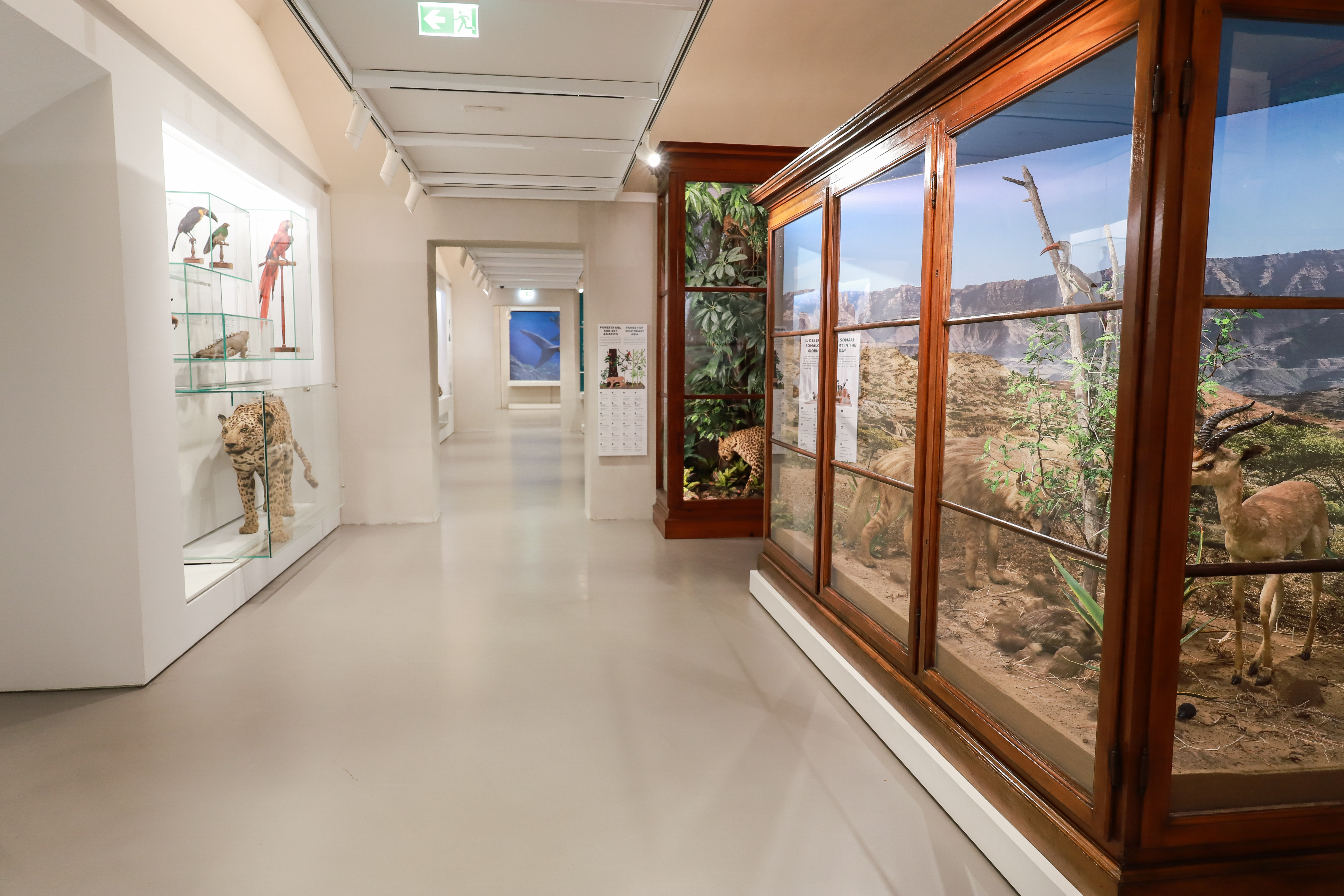
Alcune delle vetrine ottocentesche inserite all'interno del nuovo percorso museale.

Il direttore Paolo Mazzarello ha elaborato il progetto scientifico generale del nuovo museo Kosmos, a partire dall’idea del viaggio come impresa scientifica, utilizzata come cifra narrativa fondamentale del museo. Attraverso l’esplorazione del creato sono infatti emersi i concetti fondamentali della biologia attuale a partire da Spallanzani e dai sistematici del Settecento, come Linneo, che stabilirono un ordine nella complessità della natura, passando a figure emblematiche dello sviluppo scientifico seguente come Georges Cuvier che dimostrò l’occorrenza di grandi estinzioni di massa dei grandi mammiferi nel passato remoto, fino ad Alexander von Humboldt con la sua idea della profonda connessione fra esseri viventi e mondo inanimato (concezione alle origini della contemporanea ecologia), per arrivare a Charles Darwin e alla sua teoria dell’evoluzione. 
Kosmos illustra le idee fondamentali della biologia elaborate dai grandi naturalisti-viaggiatori del passato (classificazione della natura, estinzioni, evoluzione, cambiamento climatico, etc.) attraverso una selezione dei circa 480.000 esemplari e preparati museali raccolti nei depositi, utilizzati come se fossero le parole di un lessico naturalistico. Il museo si configura pertanto come tanti capitoli di un libro, ognuno corrispondente a una sala espositiva, dove si parte dagli oggetti per arrivare ai concetti.

## La sede a Palazzo Botta Adorno

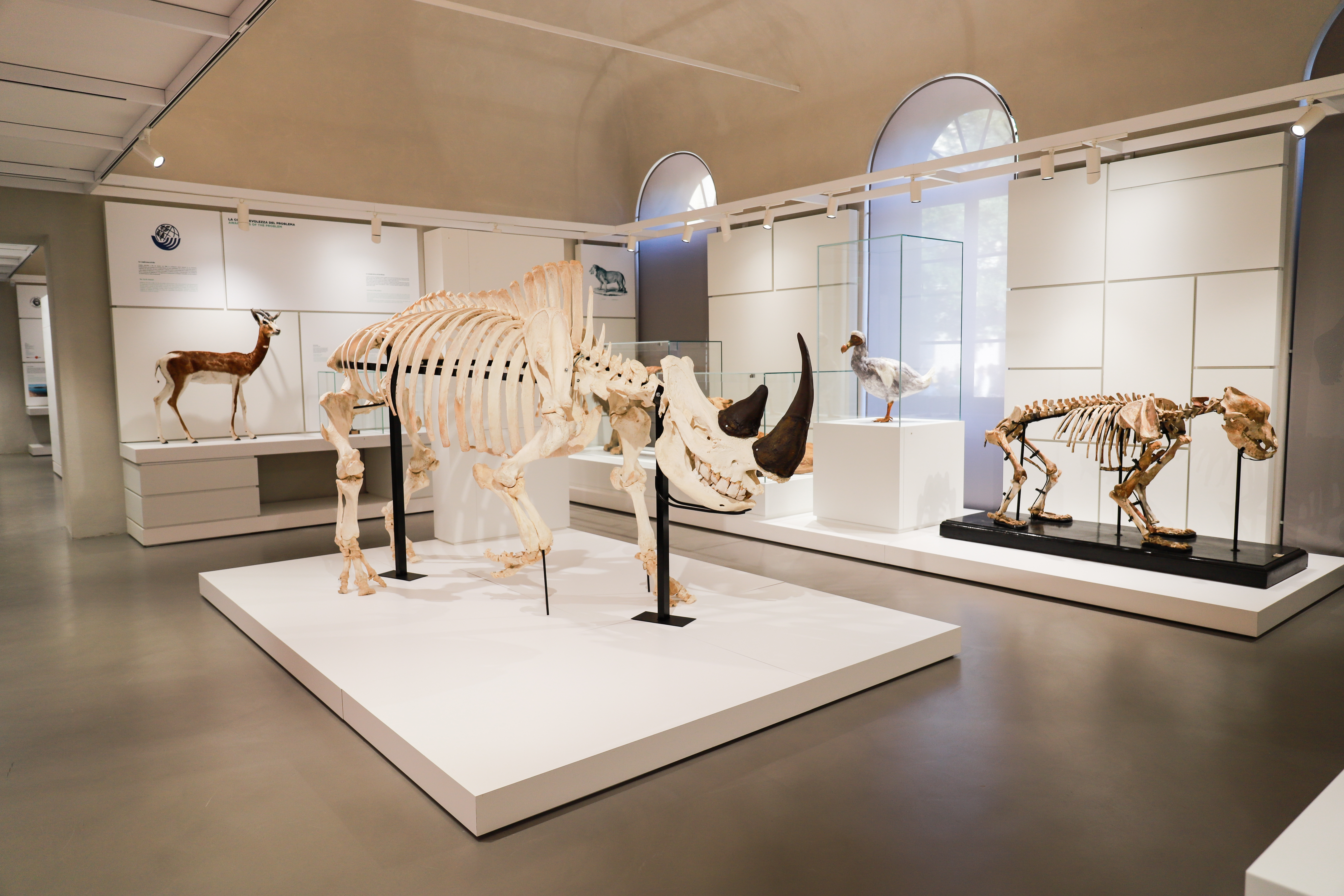
Una delle sale del museo Kosmos con in primo piano uno scheletro di rinoceronte bianco meridionale.

Il luogo, dove attualmente sorge il Museo di Storia naturale, era già occupato, nella seconda metà del Trecento, da un immobile di grandi dimensioni appartenente alla nobile famiglia dei Beccaria. Agli inizi del 1600 il palazzo passerà a Luigi Botta Adorno, figlio di Francesca Beccaria e Giovanni Botta. Nel 1634 i marchesi Botta si erano infatti imparentati con la potente casata genovese degli Adorno e da allora i marchesi avevano acquisito dunque il cognome Botta Adorno. L’avviamento per la costruzione del palazzo inizierà a prendere forma nel 1693 con l’annessione all’originario nucleo abitativo di due grandi case, in un’area già occupata precedentemente dalle comunità monastiche degli Umiliati prima e dei Certosini poi.
I lavori per l’ampliamento del palazzo, dopo la morte del marchese Luigi, che oltre ad essere stato committente aveva assunto anche il ruolo di progettista, si interrompono bruscamente. Verranno ripresi dalla vedova del marchese nel 1706, che commissiona la decorazione ad affresco, attribuita a Giuseppe Natali, gli interni e specialmente il grande appartamento di rappresentanza, denominato poi “del Re”. Pochi sono gli affreschi che tuttora si possono ammirare, la maggior parte infatti sono stati coperti dalle controsoffittature moderne. Il fotografo pavese Guglielmo Chiolini fece in tempo a fotografare alcuni affreschi che dopo il 1959 andarono perduti.
Dal 1738 vengono ripresi i lavori del palazzo, viene acquisita una strada privata in concomitanza della certosina per essere inglobata nel corpo del palazzo, usanza tipica a Pavia in quegli anni, atta a mantenere il decoro della città e a portare migliorie strutturali di tutte le abitazioni nobiliari. In questo periodo vengono ristrutturati gli ambienti appartenenti al maresciallo Antoniotto Botta Adorno: gli affreschi che decorano queste stanze sono da attribuirsi alla mano di Giovanni Angelo Borroni. L’edificio viene a realizzarsi così come la residenza patrizia più ricca e sontuosa di tutta Pavia. Tra i personaggi illustri che hanno visitato ma anche alloggiato nel palazzo ricordiamo Napoleone Bonaparte, Francesco I d'Austria, Ferdinando d'Asburgo-Este, il maresciallo Josef Radetzky e Vittorio Emanuele II di Savoia.

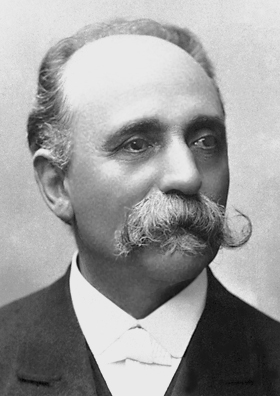
Camillo Golgi, premio Nobel per la medicina nel 1906

Nel 1882, Clementina, ultima discendente della famiglia, muore senza lasciare eredi. Il palazzo viene così acquisito dall’Università per la legge del 1886 sul nuovo assetto degli istituti scientifici. La somma complessiva necessaria per l’acquisto e l’adattamento del palazzo, corrispondente a 810.000 lire, fu raccolta grazie a una convenzione stipulata nel 1885 fra Governo, Provincia, Comune, Collegio Ghislieri e la locale Banca Popolare.
La facciata di stile neoclassico fu progettata nel 1892 da Leopoldo Mansueti; i lavori invece vengono diretti da Augusto Maciachini. Nel 1893 si concludono i lavori di ristrutturazione, e nel 1894 il Palazzo accoglie diversi istituti di area biologica.

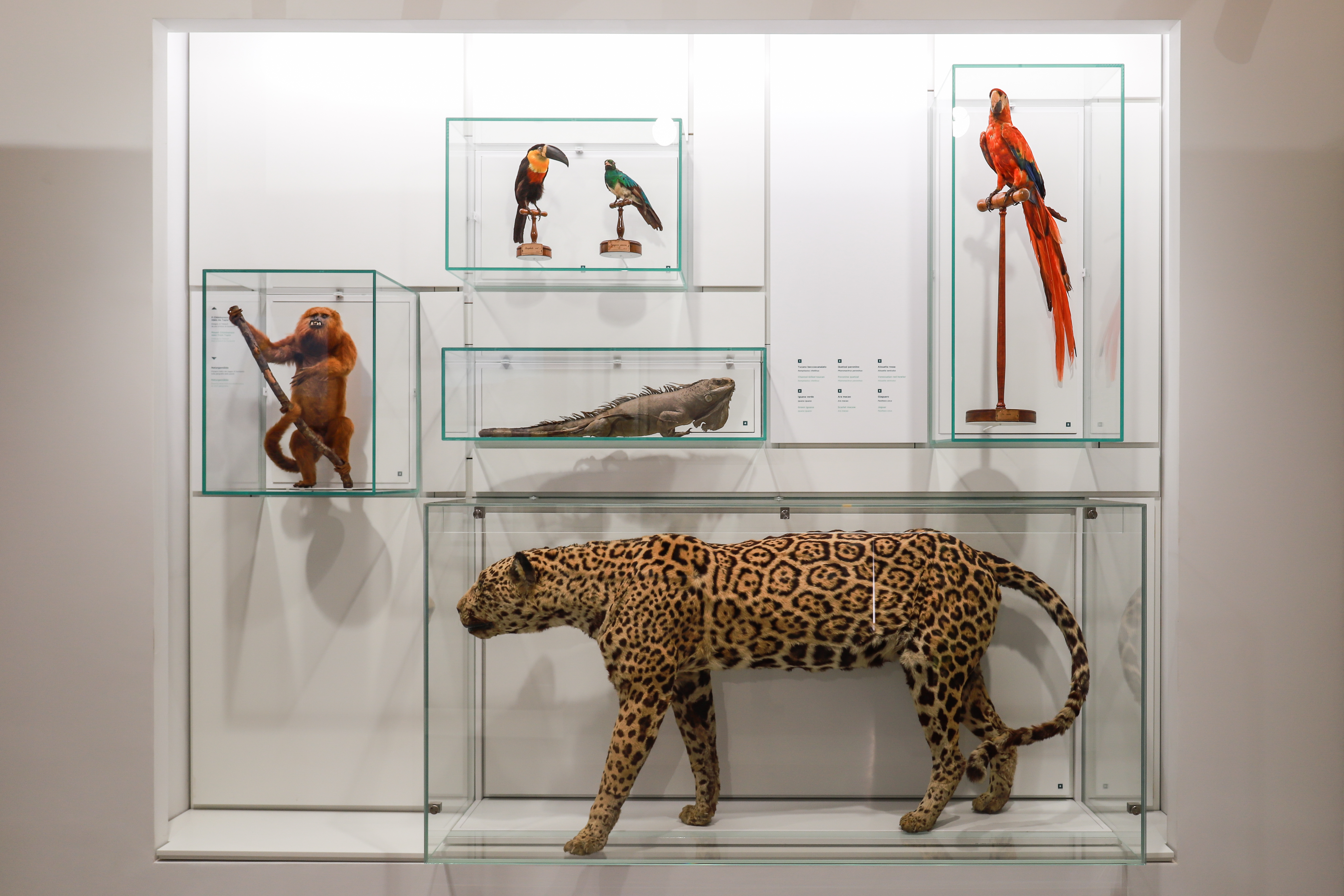
Le nuove vetrine del museo

Il complesso consta di quattro corpi disposti attorno ad un cortile rettangolare, con la fronte principale in piazza Botta. L’edificio di gusto classico presenta una facciata progettata con otto semicolonne sporgenti in stile ionico nell'ordine superiore, doriche in quelle inferiore. Il fregio della trabeazione, che ricalca lo stile dorico, presenta triglifi e metope recanti raffigurazioni di bucrani intervallati a simboli e soggetti che rimandano al mondo delle scienze naturali. La ristrutturazione del 1885-1893 è un perfetto esempio di riuso di un palazzo patrizio dell’Ottocento riconvertito in un luogo del sapere accademico, in linea così con l’architettura tecnica di fine secolo. Da sottolineare come il Palazzo Botta Adorno abbia un “gemello” a Torino, il palazzo del Museo di anatomia umana Luigi Rolando, opera dello stesso Mansueti.
Nel giardino troneggia la statua di Lazzaro Spallanzani, voluta dal direttore del Museo Carlo Jucci nel 1939, opera dello scultore Luciano Condorelli, inaugurata prima nella sede centrale dell’Università e poi trasferita a Palazzo Botta nel 1947 per volere del rettore Plinio Fraccaro. Da segnalare anche, nel giardino retrostante, un acquario con vasche e incubatori per lo studio di animali acquatici voluto da Camillo Golgi. È realizzato in stile liberty su progetto dell’architetto Giuseppe Bergomi.
Nel 2007, al momento dell’abbandono, il palazzo ospitava gli istituti di zoologia, anatomia comparata, patologia generale e di farmacologia.

## Le collezioni

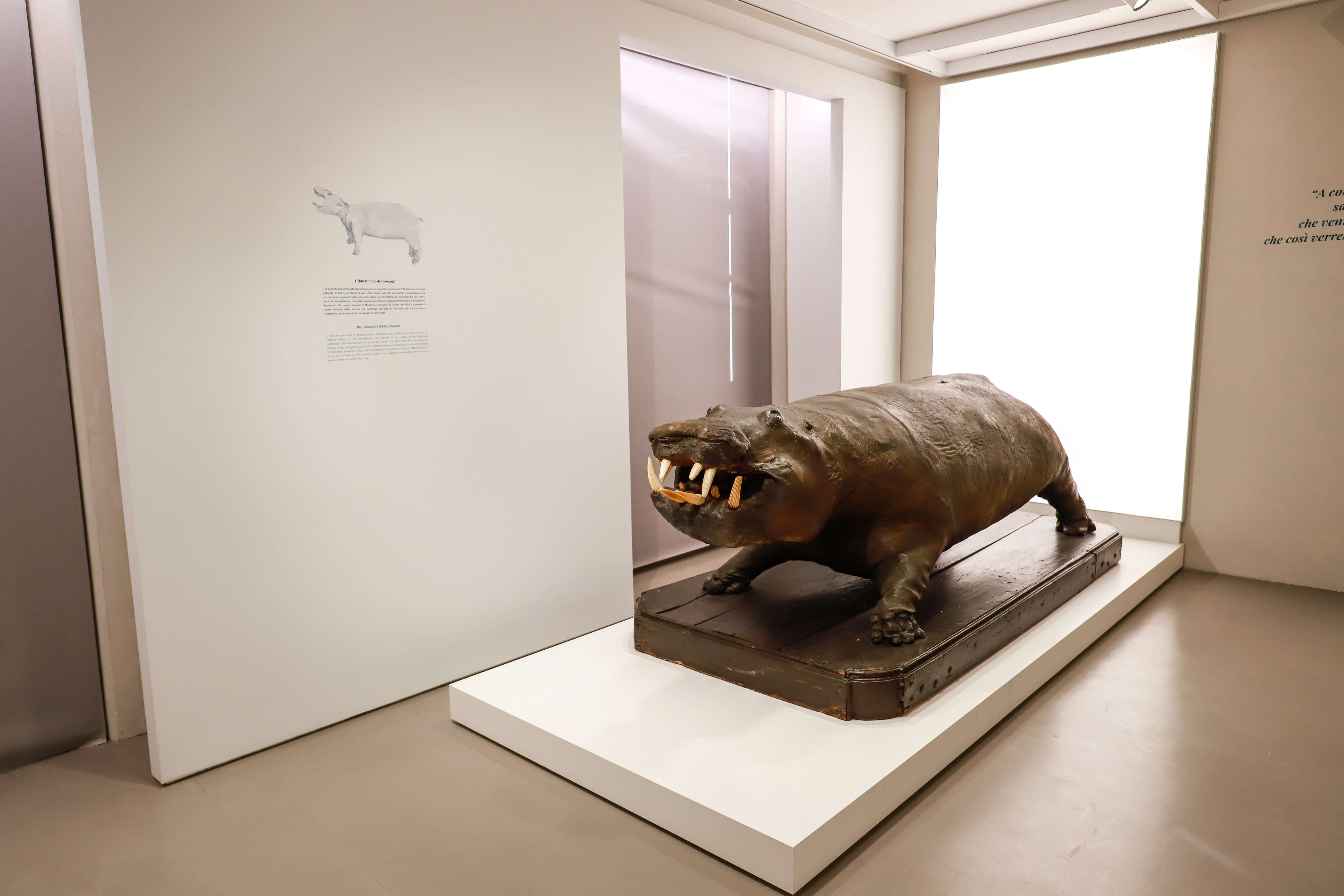
L'ippopotamo proveniente dalla Celeste Galeria dei Gonzaga, sul quale era collocato (a cavallo dell'animale) il corpo mummificato di Passerino dei Bonacolsi.

### Collezione Spallanzani
Il Museo di storia naturale di Pavia, a causa principalmente dell'azione dei parassiti, non possiede più tutta la sua originaria collezione nata al tempo di Lazzaro Spallanzani. Rimangono visibili, comunque, numerosi e notevoli esemplari, acquisiti, ricevuti e raccolti nel corso della sua direzione. La collezione contribuisce ancora oggi a dare lustro e notorietà a Kosmos in tutto il mondo accademico e scientifico, non solo italiano. Si tratta infatti di una delle raccolte zoologiche più antiche al mondo. Si segnalano, tassidermizzati, il coccodrillo del Nilo (Crocodylus niloticus), l’ippopotamo (Hippopotamus amphibius), lo squalo mako a pinne corte (Isurus oxyrinchus), il tursiope (Tursiops truncatus), alcune mostruosità e il piccolo di orango (Pongo pygmaeus) conservato in alcool.
In particolare, l'ippopotamo ha una storia particolare: si tratta di un esemplare di sesso femminile, acquistato dai Gonzaga nei primi anni del XVII secolo, che lo esposero nel palazzo Ducale di Mantova con a cavallo la mummia di Rinaldo Bonacolsi. Intorno al 1700 la mummia di Rinaldo venne buttata nel lago di Mantova e, nel 1783, il governo austriaco decise di far portare l'ippopotamo nel museo di Pavia.

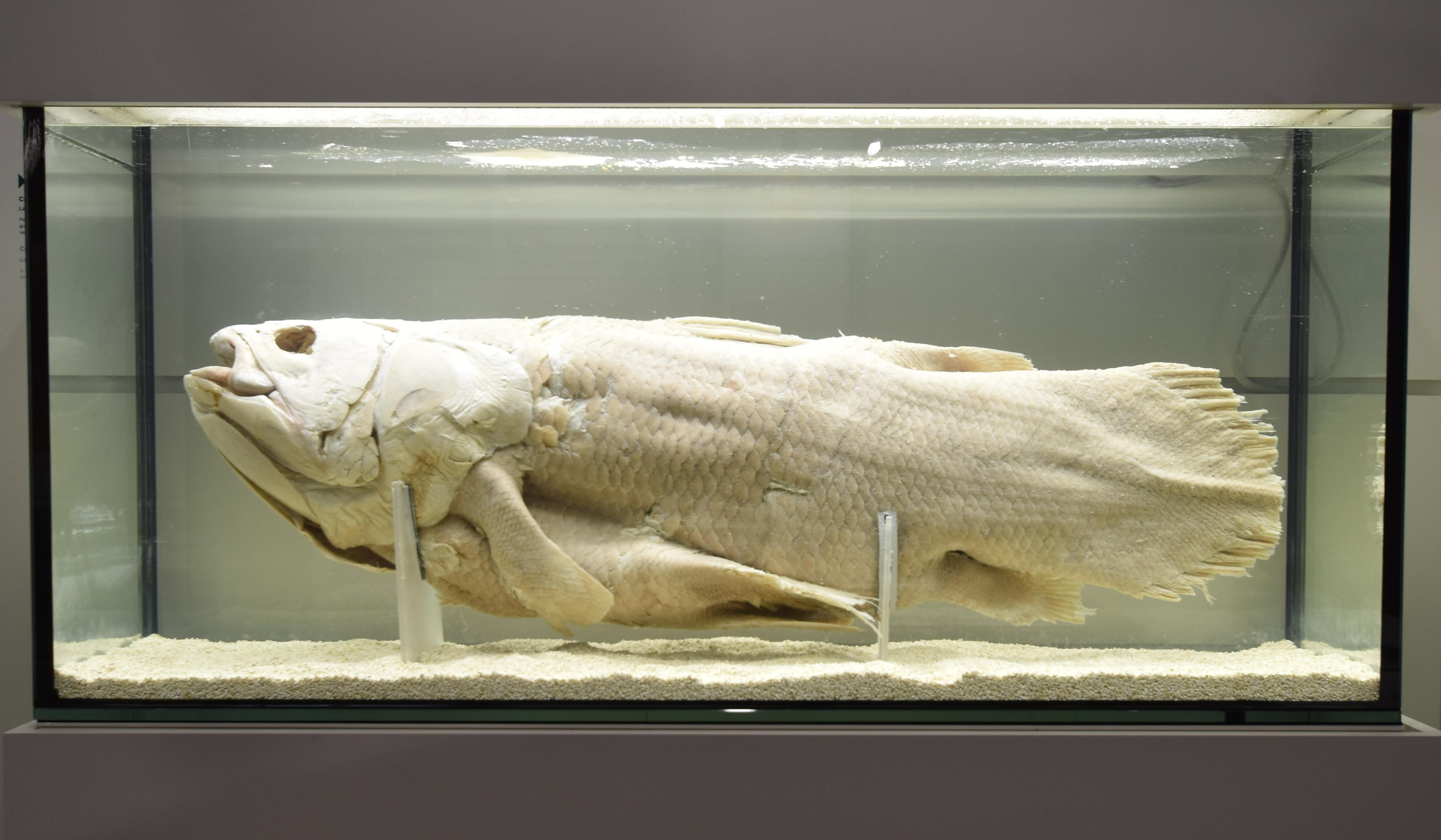
L'esemplare di Latimeria conservato in Museo

### Collezione Zoologica

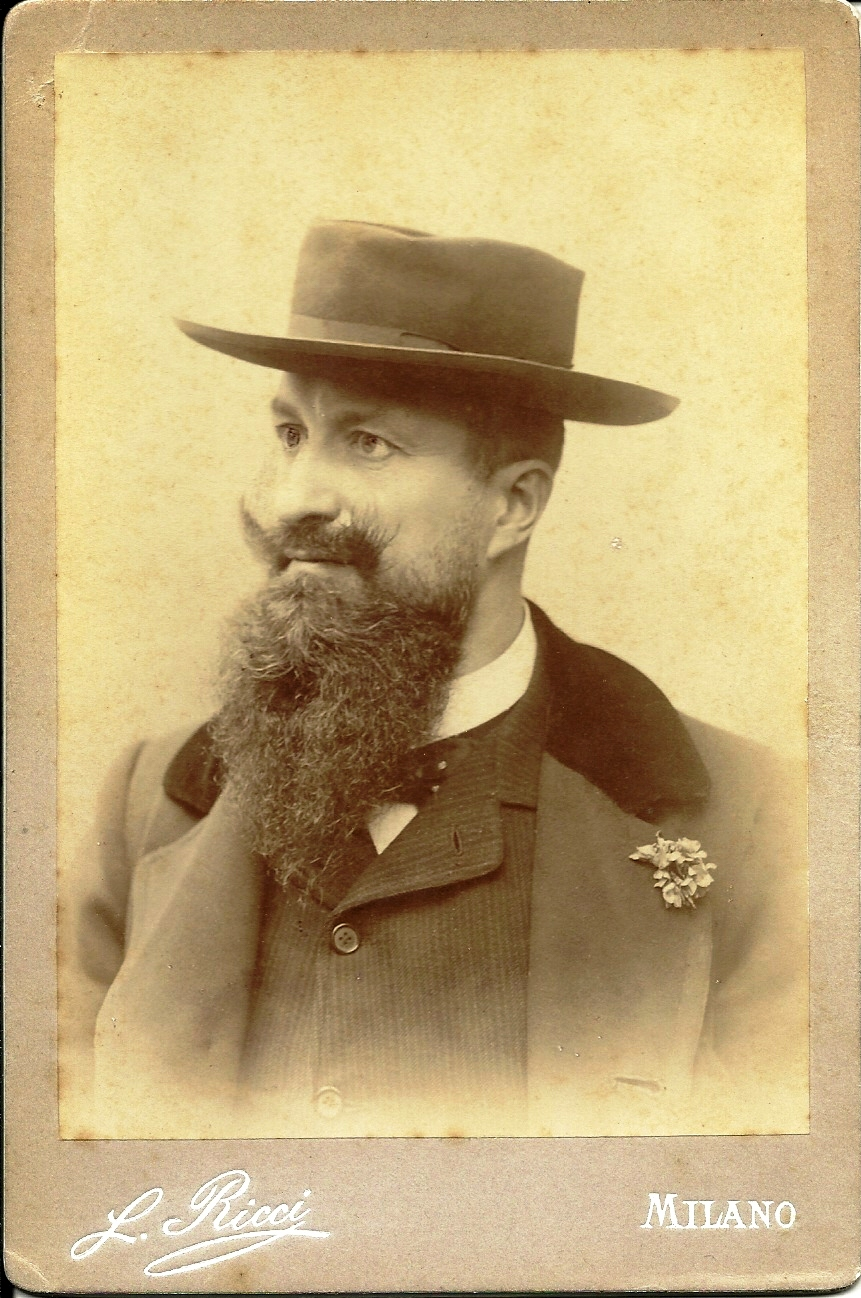
Luigi Robecchi Bricchetti, esploratore e naturalista pavese

Le collezioni di vertebrati hanno una consistenza di quasi 5.000 esemplari. Comprendono, oltre ai reperti di epoca spallanzaniana, esemplari raccolti durante i viaggi di esplorazione scientifica nel XIX e XX secolo e ricche collezioni in alcool. Tra queste ultime, il rarissimo esemplare albino di natrice tassellata (Natrix tessellata). In alcol, tra i rettili lacertidi figura un Agamidae dedicato all’esploratore pavese Luigi Robecchi Bricchetti (1855-1926) perché da lui raccolto per la prima volta a Obbia in Somalia nel 1890. Tra i pesci marini e di acqua dolce, meritano attenzione i pesci dipnoi acquisiti da Pietro Pavesi e un raro esemplare di celacanto (Latimeria chalumnae).
Le collezioni conservano anche un esemplare di elefante asiatico (Elephas maximus) di sesso femminile che ha una storia tormentata. Nel 1772, Jean-Baptiste Chevalier, ultimo governatore francese di Chandannagar, decise di regalare un elefante al re Luigi XV. L'elefante lasciò il Bengala, in India, per la Francia su una nave che apparteneva alla Compagnia francese delle Indie orientali. Dieci mesi dopo, l'elefante sbarcò a Lorient in Bretagna. Da qui, proseguì a piedi, sotto gli occhi attenti di folle incuriosite, fino alla Reggia di Versailles. Lì rimase alla corte del re come attrazione per gli ospiti del palazzo e per i naturalisti, tra cui Petrus Camper, anatomista olandese che alla fine pubblicò un volume sulla storia naturale degli elefanti (Camper, 1803).
L'elefante morì nella notte tra il 24 e il 25 settembre 1782, dopo essere caduto nelle acque di un canale del parco. Il corpo dell'animale fu portato al Jardin du Roi a Parigi, dove fu studiato dagli anatomisti, Jean-Claude Mertrud e Edme-Louis Daubenton e poi, dopo essere tassidermizzato, fu esposto al Museo Nazionale di Storia Naturale di Parigi. Nel 1804 Napoleone Bonaparte donò l'esemplare, insieme ad altri reperti zoologici, al Museo di Storia Naturale, presso l'Università di Pavia.
La sezione più consistente è quella ornitologica che conta 2.000 esemplari naturalizzati; ad essa nel 2000 si è aggiunta la moderna collezione di Specie locale donata da Giovanni Verri (1931-1999), tecnico universitario e appassionato ornitologo tassidermista.
Tra le collezioni di invertebrati, rivestono particolare valore: la raccolta di vermi intestinali dello zoologo tedesco Johann August Ephraim Goeze (1731-1793) acquistata da Giuseppe II d'Asburgo-Lorena nel 1787. Si tratta di una collezione di assoluto pregio scientifico in quanto comprende molti ‘tipi’ ossia esemplari sui quali è stata descritta la specie; la sezione malacologica di conchiglie marine, terrestri e dulcacquicole tra cui le collezioni di Arturo Issel (1842-1922) e di Teodoro Prada (1815-1892) della fine dell’Ottocento; la raccolta di ragni di Pietro Pavesi (1844-1907), uno dei padri dell’aracnologia italiana, per un totale di 5.000 aracnidi; la collezione di insetti comprendente, tra le altre, la sezione storica, la collezione di ditteri pavesi di Emilio Corti (1865-1946) assistente presso l’Istituto di Zoologia dal 1893 al 1938) e la cospicua raccolta di Mario Pavan (1918-2003), fondatore e direttore dell’Istituto di Entomologia dell’Università di Pavia, donata dagli eredi.

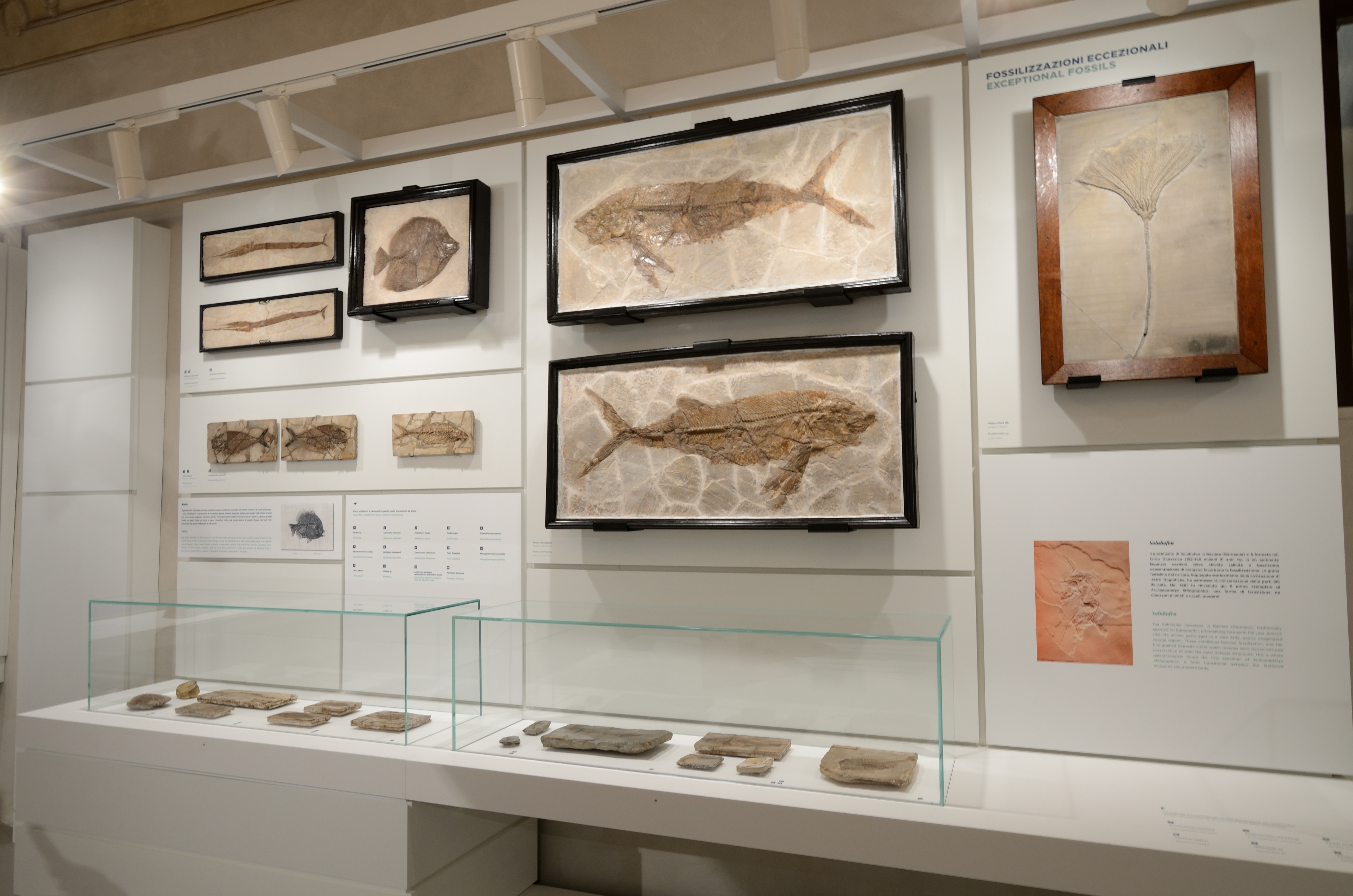
I fossili provenienti dai giacimenti di Bolca

### Collezione di Paleontologia
Si tratta di 30.000 campioni fossili ai quali si aggiungono circa 5.000 tra rocce e minerali. La sezione paleontologica consta principalmente di reperti di invertebrati fossili che risalgono al Pliocene e al Miocene, oltre a una testimonianza della fauna del Quaternario del pavese costituita da parti scheletriche di vertebrati raccolte nel letto del Po. Di particolare rilievo figurano le 65 lastre di pesci provenienti dai Giacimenti fossiliferi di Bolca, un esemplare originale di Ittiosauro (Ichthyosaurus quadriscissus) del Mesozoico, un crinoide piritizzato del genere Pentacrinus, oltre che uno scheletro completo di Orso delle caverne (Ursus spelaeus), proveniente dalle Alpi lombarde.

### Collezione di Anatomia comparata
Il museo enumera 5.000 reperti tra scheletri e preparazioni a secco e in liquido principalmente di vertebrati, a cui si aggiungono altri 600 campioni storici provenienti dalla sezione didattica dell’ex Istituto di Anatomia Comparata e tuttora conservati in Palazzo Botta. Una selezione di questi reperti è visitabile in Palazzo Botta.

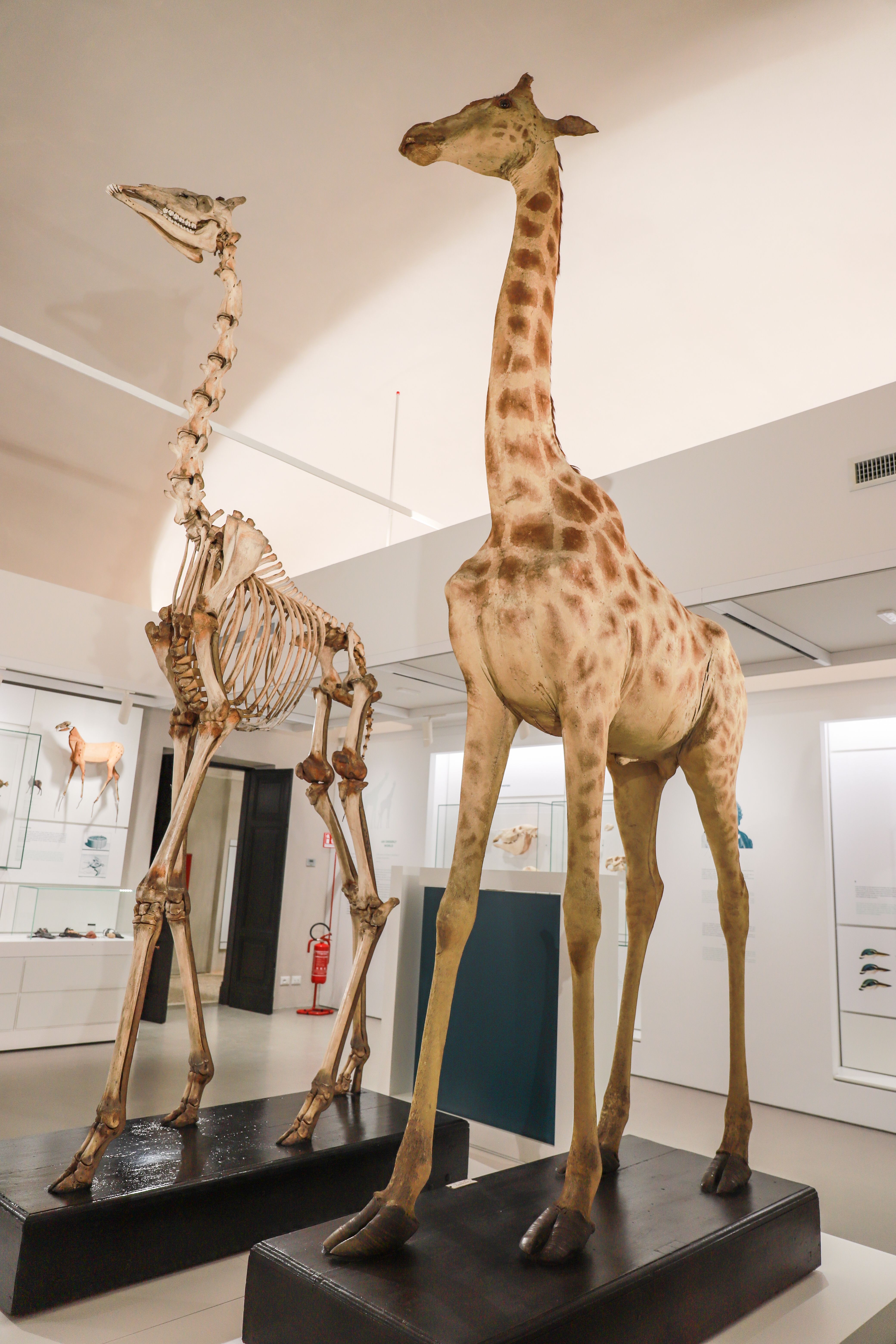
Lo scheletro di giraffa esposto a Kosmos

Nella consistente collezione di scheletri spicca per numero quella dei primati mentre tra i più imponenti si segnalano una giraffa (Giraffa camelopardalis), un elefante asiatico (Elephas maximus) e una balenottera comune (Balaenoptera physalus).
Di assoluto valore storico e scientifico si presentano, nelle loro teche originali, due “statue miologiche” della seconda metà del XVIII secolo entrambe attribuite a Giovanni Battista Volpi (1752 ca. -1821), chirurgo tra i primi docenti di medicina veterinaria a Milano. Si tratta di preparazioni anatomiche di un cervo e di un cavallo in cui si evidenzia l’apparato muscolare.

### Altre collezioni

#### Cere
Il Museo possiede una collezione di preparati in cera di circa 600 pezzi. Si devono soprattutto all’opera di Angelo Maestri (1806-1889), medico e preparatore del Museo e abile ceroplasta. Di particolare rilievo sono i nove quadri didattici (1853 ca.) che rappresentano anatomia, fisiologia e patologia del baco da seta. Interessanti anche le 500 fedeli riproduzioni di funghi: in un periodo in cui le illustrazioni nei libri erano scarse questi modelli furono di grande utilità pratica nel prevenire gli avvelenamenti dovuti alla scarsa conoscenza della popolazione. Parte della collezione infatti proviene dall’Ufficio Sanitario Municipale di Pavia.

#### Tavole parietali
Il Museo possiede due serie di grandi tavole murali utilizzate come ausilio alla didattica tra Ottocento e Novecento.
Un gruppo include circa 500 tavole, a tema zoologico e anatomico, realizzate ad acquarello negli istituti universitari pavesi da docenti e assistenti tra cui Leopoldo Maggi (1840-1905) e Corrado Parona (1848-1922).

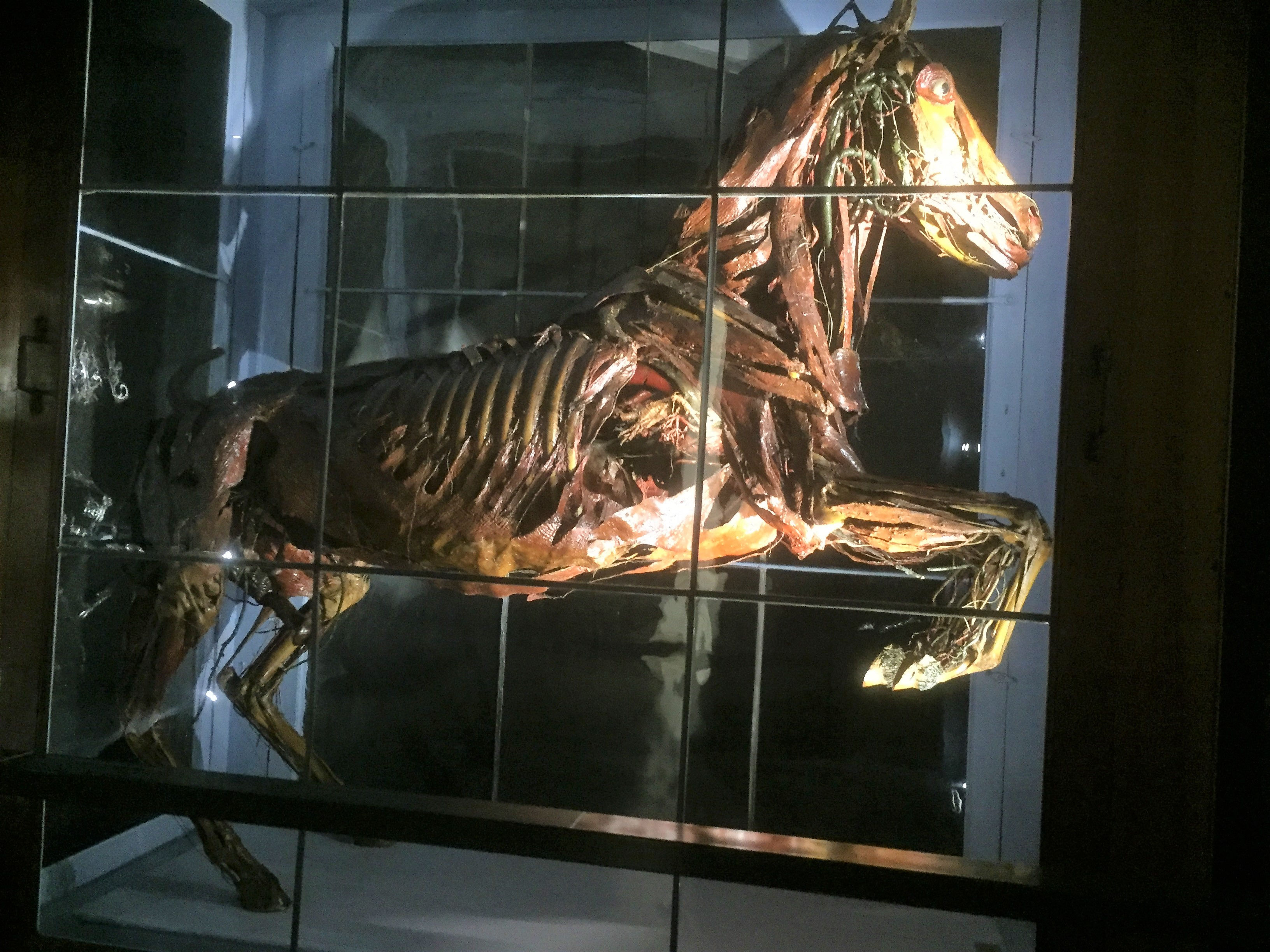
Preparazione anatomica di un cavallo, Giovanni Battista Volpi (1752 ca. – 1821).

L’altro gruppo si riferisce alla famosa serie di centodieci tavole murali di Rudolf Leuckart (1822-98), disegnate dai suoi assistenti, stampate in quadricromia tra il 1877 e il 1892 e diffuse in tutto il mondo come sussidi all’insegnamento. La raccolta di Pavia è tra le più complete: esse furono acquistate da Pietro Pavesi.

## Il Sistema Museale di Ateneo
Anche Kosmos, come tutti i Musei del Sistema Museale di Ateneo dell'Universiutà di Pavia, partecipa al progetto SIRBeC, il Sistema Informativo dei Beni Culturali della Regione Lombardia che ha come obiettivo la catalogazione del patrimonio culturale lombardo diffuso sul territorio e conservato all’interno di musei, raccolte e altre istituzioni culturali.
Il Museo fa inoltre parte, insieme al Sistema Museale di Ateneo, del COMUN Collezioni Museali Universitarie, patrocinato dalla Fondazione CRUI.

## I direttori del Museo
| Direttore                                                                             | periodo         | Ambito di studi                                       |
| Lazzaro Spallanzani                                                                   | 1769 - 1799     | Biologo e gesuita                                     |
| Giuseppe Mangili                                                                      | 1799 - 1819     | Anatomo comparato e naturalista                       |
| Gian Maria Zendrini                                                                   | 1819 – 1852     | Chimico, geologo e naturalista                        |
| Giuseppe Balsamo Crivelli                                                             | 1852 – 1874     | Naturalista, biologo, geologo e zoologo               |
| Leopoldo Maggi                                                                        | 1874 – 1875     | Fisico e naturalista                                  |
| Pietro Pavesi                                                                         | 1875 – 1907     | Naturalista, storico e politico                       |
| Giuseppe Mazzarelli                                                                   | 1909 – 1914     | Zoologo                                               |
| Rina Monti                                                                            | 1915 – 1924     | Biologa, fisiologa, limnologa e zoologa               |
| Cesare Artom                                                                          | 1926 – 1932     | Zoologo, citologo e genetista                         |
| Carlo Jucci                                                                           | 1934 – 1962     | Zoologo e genetista                                   |
| Riccardo Milani                                                                       | 1962 - 1988     | Zoologo e genetista                                   |
| 1989: Istituzione del CISMU, Centro Interdipartimentale di Servizi Musei Universitari |                 |                                                       |
| Clementina Rovati                                                                     | 1989 – 2010     | Zoologa e naturalista                                 |
| Paolo Mazzarello                                                                      | 2010 - 2011     | Storico della medicina, saggista e scrittore italiano |
| Giorgio Mellerio                                                                      | 2011 - 2020     | Chimico e farmacologo                                 |
| Paolo Mazzarello                                                                      | 2020 - presente | Storico della medicina, saggista e scrittore italiano |